# 翅茎白粉藤
翅茎白粉藤（学名：Cissus hexangularis），为葡萄科白粉藤属下的一个植物种。